# Filadelfia (Olaszország)
Filadelfia község (comune) Olaszország Calabria régiójában, Vibo Valentia megyében.

## Fekvése
A megye északkeleti részén fekszik, a Tirrén-tenger partján, az Angitola-tó szomszédságában. Határai: Curinga, Francavilla Angitola, Jacurso és Polia.

## Története
Az 1783-as pusztító erejű földrengés előtt Castelmonardo néven volt ismert. A régi központtól nem messze építették újra. A 19. század elején vált önálló községgé, amikor a Nápolyi Királyságban felszámolták a feudalizmust.  

## Népessége
A népesség számának alakulása::

## Főbb látnivalói
- Santa Barbara-templom
- Madonna del Carmelo-templom
- San Teodoro-templom
- San Francesco-templom